# Michaela Giger
Michaela Giger (* 13. Januar 1976) ist eine ehemalige Schweizer Duathletin und Triathletin. Sie ist Schweizermeisterin Triathlon-Langdistanz (2006).

## Werdegang
Michaela Giger fing erst als 26-Jährige mit dem Triathlon-Sport an und seit 2006 war sie als Profi aktiv. 2006 wurde sie als beste Schweizerin mit dem dritten Rang im Ironman Switzerland Schweizermeisterin auf der Triathlon-Langdistanz.
Giger lebt in Zürich und startete für das My Sport Triteam. Im Jahr 2010 hatte sie die Firma My Sport gegründet.
Im April 2012 gab Michaela Giger das Ende ihrer aktiven Karriere bekannt. Seit 2014 ist sie offizieller Breitensport-Coach des Schweizer Triathlonverbandes Swiss Triathlon. 2016 war sie im Mutterschaftsurlaub.

## Sportliche Erfolge
| Datum/Jahr    | Rang | Wettbewerb                     | Austragungsort | Zeit     | Bemerkung                                                                            |
| ------------- | ---- | ------------------------------ | -------------- | -------- | ------------------------------------------------------------------------------------ |
| 15. Apr. 2012 | DNF  | TriStar111 Mallorca            | Portocolom     | –        |                                                                                      |
| 14. Aug. 2011 | 29   | Ironman 70.3 Germany           | Wiesbaden      | 05:19:46 | Ironman 70.3 European Championship                                                   |
| 6. Juni 2010  | 1    | TriStar111 Germany             | Worms          | 03:42:56 | 1 km Schwimmen, 100 km Radfahren und 10 km Laufen                                    |
| 26. Apr. 2008 | 3    | Lisboa International Triathlon | Lissabon       | 04:14:31 | über die halbe Ironmandistanz (1,9 km Schwimmen, 90 km Radfahren und 21,1 km Laufen) |
| 2. Juni 2007  | 10   | Ironman 70.3 Austria           | St. Pölten     | 04:44:13 | [ 3 ]                                                                                |
| 11. Aug. 2007 | 2    | Schaffhauser Triathlon         | Schaffhausen   |          | zweiter Rang hinter Natascha Badmann                                                 |
| 2003          | 12   | Ironman 70.3 UK                | Sherborne      |          | 2. Rang in der Altersklasse 25–29                                                    |

| Datum/Jahr   | Rang | Wettbewerb          | Austragungsort     | Zeit     | Bemerkung                                    |
| ------------ | ---- | ------------------- | ------------------ | -------- | -------------------------------------------- |
| 21. Mai 2011 | 12   | Ironman Texas       | The Woodlands      | 09:58:43 |                                              |
| 2009         | 12   | Ironman Mexico      | Cozumel            | 10:51:00 |                                              |
| 28. Mai 2009 | 3    | Ironman Lanzarote   | Spanien            | 10:15:40 | Michaela Giger mit Tagesbestzeit auf dem Rad |
| 4. Nov. 2006 | 13   | Ironman Florida     | Vereinigte Staaten | 10:35:40 |                                              |
| 2. Juli 2006 | 3    | Ironman Switzerland | Zürich             |          |                                              |
| 2005         | 13   | Ironman Brasil      | Florianópolis      |          |                                              |

| Datum/Jahr | Rang | Wettbewerb        | Austragungsort | Zeit | Bemerkung |
| ---------- | ---- | ----------------- | -------------- | ---- | --------- |
| 2008       | 4    | Powerman Zofingen | Zofingen       |      |           |
| 2005       | 9    | Powerman Zofingen | Zofingen       |      |           |
| 2004       | 7    | Powerman Zofingen | Zofingen       |      |           |

(DNF – Did Not Finish)